# Chaleri
Chaleri (griechisch Χαλέρι) ist ein Dorf in der Gemeinde Pigenia im Bezirk Nikosia in der Republik Zypern.

## Lage und Umgebung

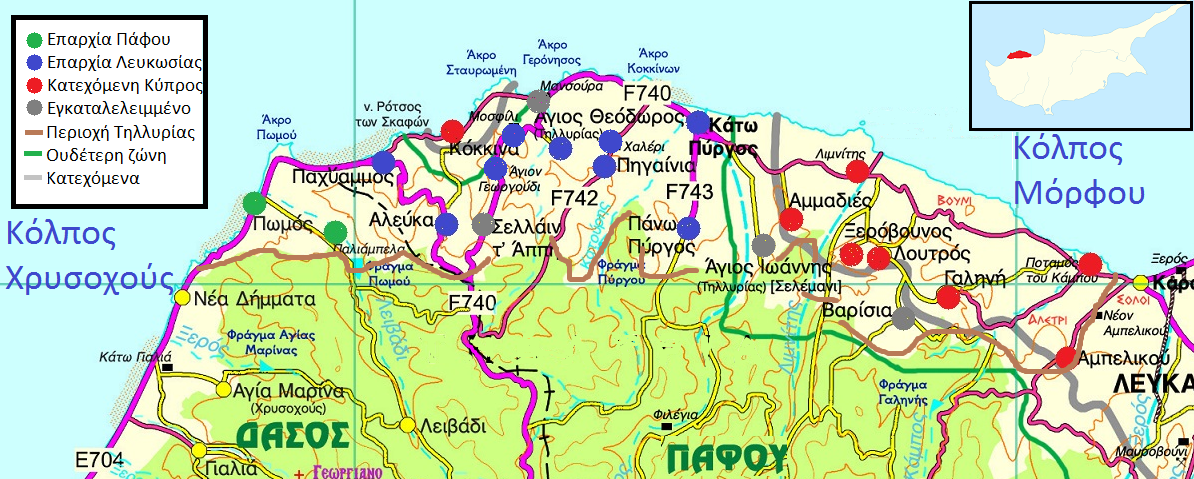
Chaleri (Χαλέρι) auf einer Karte der Tillyria-Halbinsel

Chaleri liegt auf der Tillyria-Halbinsel im Nordwesten der Mittelmeerinsel Zypern auf einer Höhe von etwa 200 Metern, etwa 4 Kilometer südwestlich von Kato Pyrgos und etwas nordwestlich von Pigenia. Das Gebiet wird vom Fluss Katuris sowie mehreren kleinen Bächen durchzogen, die aus den weiter südlich gelegenen Bergen entspringen. Das Dorf kann über die Straße F742 erreicht werden.
Die durchschnittliche jährliche Niederschlagsmenge beträgt etwa 470 Millimeter. Die landwirtschaftliche Nutzung ist begrenzt: Es werden in geringem Umfang Zitrusfrüchte, Mandeln, Oliven sowie Futterpflanzen angebaut. Der Großteil der Fläche bleibt jedoch ungenutzt und ist von natürlicher Vegetation bedeckt, darunter Kiefern, Eukalyptusbäume, Thymian und Buschgewächse wie die Zistrosen. Aus geologischer Sicht wird das Gebiet um Chaleri hauptsächlich von Laven und Diabasen des ophiolithischen Troodos-Komplexes geprägt. Auf diesen Gesteinen haben sich braune Böden und silikatreiche Erden gebildet.

## Geschichte
Chaleri wird in mittelalterlichen Quellen nicht ausdrücklich erwähnt. Dennoch gehen Historiker wie Simos Menardos davon aus, dass der Ort bereits während der fränkischen Herrschaft bestand, möglicherweise als privates Lehen. Diese Annahme basiert hauptsächlich auf der sprachlichen Herkunft des Ortsnamens.
Ein möglicher Zusammenhang besteht mit dem Familiennamen „Chareri“ (auch „Carreri“), der in verschiedenen historischen Dokumenten des 15. Jahrhunderts erscheint. Angehörige dieser Familie werden unter anderem in Verbindung mit politischen Ereignissen um die abgesetzte Königin Charlotte und mit anderen adligen Haushalten jener Zeit genannt. Denkbar ist sowohl, dass das Dorf nach dieser Familie benannt wurde, als auch umgekehrt, dass die Familie ihren Namen vom Ort ableitete.

### Bevölkerungsentwicklung
Im Jahr 1881 verzeichnete Chaleri mit 245 Einwohnern seinen höchsten dokumentierten Bevölkerungsstand. Bereits bis 1891 sank die Zahl jedoch drastisch auf nur 70 Personen. In den folgenden Jahrzehnten blieb die Bevölkerung auf niedrigem Niveau weitgehend stabil. Bei den Volkszählungen 1946 und 1960 wurde Chaleri statistisch der Gemeinde Pigenia zugerechnet. 1976 wurden erneut getrennte Daten erhoben, wobei Chaleri 82 Einwohner zählte. In den späteren Erhebungen wurde das Dorf jedoch erneut in die Zahlen von Pigenia eingegliedert. Im Jahr 2021 lag die Gesamtbevölkerung von Pigenia und Chaleri zusammen bei nur noch 80 Personen.
Die folgende Tabelle zeigt die Bevölkerung des Dorfes, wie sie in den in Zypern durchgeführten Volkszählungen erfasst wurde.
| Jahr      | 1881 | 1891 | 1901 | 1911 | 1921 | 1931 | 1976 |
| Einwohner | 245  | 70   | 70   | 67   | 47   | 60   | 82   |